# Società Sportiva Sambenedettese 1964-1965
Questa voce raccoglie le informazioni riguardanti la Società Sportiva Sambenedettese nelle competizioni ufficiali della stagione 1964-1965.

## Rosa
| N. |                   | Ruolo | Calciatore          |
| -- | ----------------- | ----- | ------------------- |
|    | Italia (bandiera) | P     | Dante Bendin        |
|    | Italia (bandiera) | C     | Paolo Beni          |
|    | Italia (bandiera) | A     | Adriano Birtig      |
|    | Italia (bandiera) | A     | Alfiero Caposciutti |
|    | Italia (bandiera) | D     | Ivo Di Francesco    |
|    | Italia (bandiera) | D     | Mario Jannarilli    |
|    | Italia (bandiera) | P     | Alceo Maurini       |
|    | Italia (bandiera) | D     | Piero Merlo         |
|    | Italia (bandiera) | A     | Sandro Minto        |
|    | Italia (bandiera) | D     | Adriano Nardi       |

| N. |                   | Ruolo | Calciatore        |
| -- | ----------------- | ----- | ----------------- |
|    | Italia (bandiera) | A     | Rinaldo Olivieri  |
|    | Italia (bandiera) | C     | Abramo Pagani     |
|    | Italia (bandiera) | C     | Bruno Piccioni    |
|    | Italia (bandiera) | A     | Pierluigi Pucci   |
|    | Italia (bandiera) | D     | Angelo Ruffinoni  |
|    | Italia (bandiera) | A     | Gino Stacchiotti  |
|    | Italia (bandiera) | C     | Pier Nicola Troli |
|    | Italia (bandiera) | D     | Marcello Venditti |
|    | Italia (bandiera) | C     | Nicola Virgili    |